# 힐브로 타워
힐브로 타워(영어: Hillbrow Tower)(이전 스트리즈돔 타워(영어: JG Strijdom Tower))는 남아프리카 공화국 요하네스버그 힐브로 교외에 있는 높이 타워다. 269 m (883 ft)의 높이로, 45년 동안 아프리카에서 가장 높은 구조물과 탑이었으며 1978년까지 남반구에서 가장 높은 구조물이었다. 오스트레일리아의 퀸즐랜드에 있는 270m의 마운트아이자 침니를 능가했다. 타워의 건설은 1968년 6월에 시작되어 3년 후 1971년 4월 완공되었다. 건설 비용은 2백만 랜드 (당시 280만 달러)였다. 이 타워는 1954년부터 1958년까지 JG 스트리즈돔, 남아프리카 공화국 총리 이후 JG 스트리즈돔 타워로 처음 알려졌다. 2005년 5월 31일 텔콤 요버그 타워로 이름을 변경했다.
그는 남아프리카 공화국 포스트와 텔레커뮤니케이션을 위해 건설되었는데, 나중에 남아프리카 공화국 정부의 텔콤과 그 나라에서 가장 큰 통신회사가 되었다. 중앙 비즈니스 지구에서 건물의 일반적인 높이가 높아지면서 새로운 전화 타워의 높이가 건물 주변의 높이보다 높게 유지되어야 했다.

## 관광 명소
힐브로 타워는 보안상의 이유로 주로 1981년 이래 방문객들에게 폐쇄되어왔다. 종결 전에 힐브로 타워는 요하네스버그에서 가장 큰 관광객 중 하나였다. 대중은 타워 꼭대기에 여섯 개의 공공 층을 입력 할 수 있었다. 바닥 중 하나에는 하인리히 레스토랑이라는 유명한 회전 레스토랑이 있으며, 그릴 룸과 197m 높이의 전망층으로 알려진 또 다른 회전식 레스토랑이 있다.
2010년 FIFA 월드컵 기간 동안이 행사를 기념하기 위해 거대한 축구공이 탑에 설치되었다. 2013년에 회전식 식당이었던 TV 프로그램인 까르뜨블랑슈가 방송되었다.
힐브로 타워는 요하네스버그 스카이라인을 식별하는데 자주 사용되는 두 개의 상징적인 타워 중 하나다. 두 번째 타워인 센텍 타워 (알버트 헤르초흐 타워)는 텔레비전 및 라디오 전송에 사용된다.

## 같이 보기
- 높이순 타워 목록
- 센텍 타워
- 칼튼 센터